# Земира и Азор
«Земира и Азор» (фр. Zémire et Azor) — французская комическая опера-балет XVIII века в 4 актах на сюжет сказки «Красавица и Чудовище» (литературная обработка сказки: Жанна-Мари Лепренс де Бомон, «La belle et la bête» и  Лашоссе, «Amour pour amour»). Опера включает знаменитую колоратурную арию  La fauvette, имитирующую птичью песню.

## История создания
Сюжет восходит к народной сказке. В литературной обработке мадам Лепренс де Бомон она приобрела большую популярность. 
Либретто оперы написано Жан-Франсуа Мармонтелем, музыку сочинил Андре Гретри.

## Действующие лица
| Действующие лица                                               | Голос   | Актёрский состав премьеры 9 ноября 1771 года |
| -------------------------------------------------------------- | ------- | -------------------------------------------- |
| Сандер — персидский купец из Ормуза                            | Баритон | Жан-Луи Ларуэ                                |
| Али, слуга Сандера                                             | Тенор   | Джозеф Кайо                                  |
| Земира, дочь Сандера                                           | Сопрано | Мари-Терез Ларюе                             |
| Фатьма, сестра Земиры                                          | Сопрано | Мари-Жанна Триал                             |
| Лисбэ, сестра Земиры                                           | Сопрано | Петрониль-Розали Бопре                       |
| Азор — сначала чудовище, потом персидский принц, король Камира | Тенор   | Клэрвал (Жан-Батист Гиньяр)                  |

## Сюжет
Торговец Сандер и его слуга Али, попав в кораблекрушение во время шторма, оказываются на острове,
где обнаруживают странный дворец в восточном стиле. Они видят накрытые столы, но ни хозяина, ни слуг не видно. Купец Сандер и Али пируют.
Сандер срывает в саду розу, чтобы отвезти её своей дочери Земире. Появляется страшный Азор, хозяин дворца. Он требует жизни Сандера за сорванный цветок, но ставит условие — он готов помиловать купца, если одна из его дочерей займёт его место на острове.
Земира узнаёт о случившемся и выражает готовность пожертвовать собой во имя жизни отца. Али ведёт её во дворец. Вид Азора вызывает у неё ужас и отвращение, она почти лишается чувств.
Но Азор оказывается не столь уж плохим. Он галантный кавалер и добрый хозяин. Он ведёт себя любезно, показывает Земире волшебное зеркало, в котором она видит отца и сестёр. Земира умоляет его отпустить её на время домой. Азор соглашается, но ставит условие: она должна пообещать, что вернётся.
Земира проводит время дома, но в конце концов решает вернуться к Азору, хотя отец умоляет её остаться. Земира находит Азора в отчаянии, потому что он решил, что она отказалась от него. Девушка протестует, уверяя, что не хотела ему вреда.
Азор превращается в прекрасного персидского принца, и объясняет, что был заколдован. Однако Земира разрушила проклятье, а он нашёл свою любовь. Он предлагает Земире руку и своё королевство.

## Арии
1. Ouverture
2. Recitatif: Quelle Etrange Aventure
3. Ariette: L’orage Va Cesser
4. Recitatif: Que Dis-tu? L’orage Redouble
5. Air: Le Malheur Me Rend Intrepide
6. Recitatif: Oh! Ciel!
7. Ariette: les Espirits Dont On Nouse Fait Peur
8. Duo: Le Temps Est Beau
9. Recitatif: Le Ciel S’eclaire
10. Air: La Pauvre Enfant
11. Recitatif: Je Ne Puis Revenir De Mon Etonnement
12. Air De La Fauvette: La Fauvette Avec Ses Petits
13. Recitatif: Vos Chants Pour Moi
14. Trio: Helas, Mon Pere
15. Recitatif: Ah! Mon Pere, Ah! Cruel!
16. Entracte
17. Recitatif: Quel Malheur Est Le Mien
18. Ariette: J’en Suis Encore Tremblant
19. Recitatif: Ah! Ma Fille
20. Quatuor: Ah! Je Tremble!

## Интересные факты
- Линейный шведский фрегат «Земира» (1785), своё имя получил в честь героини этой оперы, так как она стала любимым произведением короля Швеции Густава III.
- Любимую собачку — левретку — Российской императрицы Екатерины II звали Земира.
- Чудовище в опере носит имя Азор, и благодаря этой опере возник знаменитый палиндром «А роза упала на лапу Азора»[3].

## Издания
- Земира и Азор, Зрелище феическое, с музыкою и балетами; В четырёх действиях и в стихах г. Мармонтеля. Музыка г. Гретри. Переведено с французскаго. — СПб.: [Тип. Мор. кадет. корпуса], 1784. — 68 c.